# Rhynchostruthus
Genre
Rhynchostruthus est un genre de passereaux de la famille des Fringillidés. Il est resté pendant longtemps monotypique, ne comptant qu'une seule espèce, le Grand-verdier à ailes d'or (R. socotranus s.l.), comptant trois sous-espèces, R. s. socotranus, R. s. percivali et R. s. louisae, désormais toutes reconnues comme espèces à part entière et avec pour noms normalisés respectifs Grand-verdier de Socotra, Grand-verdier d'Arabie et Grand-verdier de Somalie.
Il se trouve à l'état naturel dans le Nord de la Somalie, la péninsule arabique et l'île de Socotra.

## Liste des espèces
Selon la classification de référence du Congrès ornithologique international (version 7.3, 2017) :
- Rhynchostruthus louisae Lort Phillips, 1897 – Grand-verdier de Somalie
- Rhynchostruthus percivali Ogilvie-Grant, 1900 – Grand-verdier d'Arabie
- Rhynchostruthus socotranus P.L. Sclater & Hartlaub, 1881 – Grand-verdier de Socotra, Grand-verdier à ailes d'or